# 萨特鲁普
萨特鲁普（德語：Satrup，發音：[ˈzatʁʊp]）是德国石勒苏益格-荷尔斯泰因州石勒苏益格-弗伦斯堡县曾经的一个市镇，面积23.99平方千米，2011年12月31日人口为3,691人。2013年3月1日，萨特鲁普与另外2个市镇合并为新市镇中昂格尔恩。